# Gelis fortunatus
Gelis fortunatus là một loài tò vò trong họ Ichneumonidae.